# مايك مارشال
مايك مارشال (بالفرنسية: Mike Marshall)‏ هو ممثل فرنسي وأمريكي، ولد في 13 سبتمبر 1944 بهوليوود في الولايات المتحدة، وتوفي في 1 يونيو 2005 بكاين في فرنسا بسبب سرطان الرئة.

## أعمال

### أفلام
- (1979) حاصد القمر[4]

## وصلات خارجية
- مايك مارشال على موقع IMDb (الإنجليزية)
- مايك مارشال على موقع ألو سيني (الفرنسية)
- مايك مارشال على موقع أول موفي (الإنجليزية)
- مايك مارشال على موقع قاعدة بيانات الأفلام السويدية (السويدية)
- مايك مارشال على موقع قاعدة بيانات الفيلم (الإنجليزية)
- مايك مارشال على موقع كينوبويسك (الروسية)